# Orkestrirana objektivna redukcija
Orkestrirana objektivna redukcija (Orchestrated objective reduction; Orch-OR) je hipoteza po kojoj svijest u mozgu nastaje zbog procesa unutar samih neurona, a ne zbog poveznica među neuronima (konvencionalno vjerovanje). Mehanizam je proces kvantne fizike zvan objektivna redukcija, kojim upravljaju mikrotubuli. Na hipotezu utječu neračunivi faktori ugrađeni u prostornovremensku geometriju. Hipotezu je prvi postavio teoretski fizičar Roger Penrose ranih 1990-ih, zajedno s anesteziologom i psihologom Stuartom Hameroffom.

## Pregled
Hipoteza kaže kako svijest proizlazi iz dubljih aktivnosti finijih razmjera na kvantnoj razini unutar stanica, pretežno neurona. Hipoteza povezuje pristupe molekularne biologije, neuroznanosti, kvantne fizike, farmakologije, filozofije, kvantnog računalstva i buduće teorije gravitizirane kvantne mehanike.

Dok obične teorije tvrde kako svijest nastaje povećanjem složenosti izračuna koje izvodi kora velikog mozga, Orch-OR kaže kako je svijest bazirana na neizračunjivom kvantnom procesiranju podataka, koje izvode kubiti na mikrotubulima, a taj se proces znatno pojačava u neuronu. Kubiti rade po principu oscilirajućih dipola koji stvaraju suprapozicionirane rezonantne prstene u spiralnim putovima u jediničnim ćelijama mikrotubula. Oscilacije su ili električne, zbog odvajanja naboja radi djelovanja Londonovih sila, ili magnetske, zbog elektronskih i nuklearnih spinova, u frekvencijskom rasponu od nekoliko kiloherca do gigaherca.